# Spaanse keuken

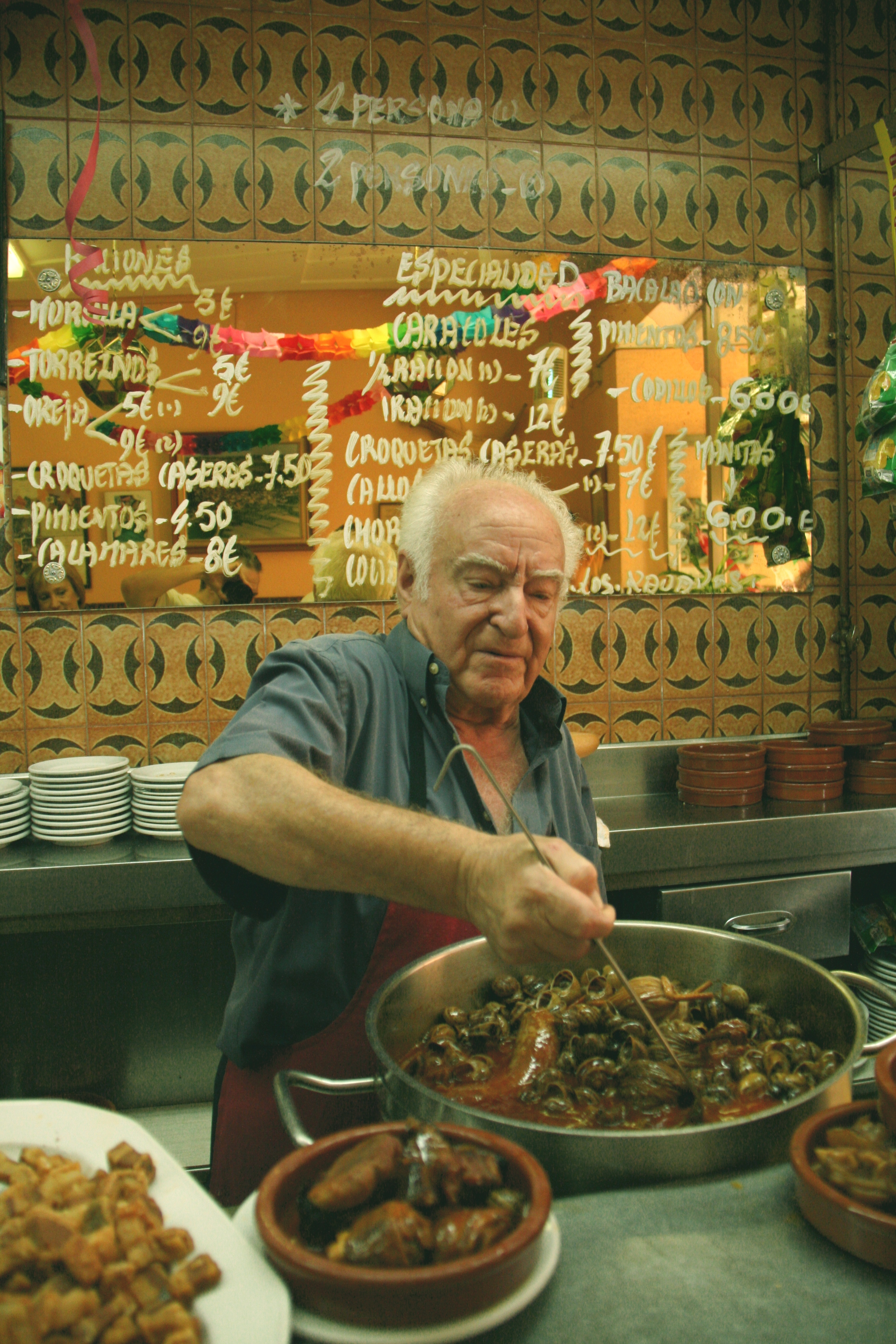
Bar met eten in Madrid

De Spaanse keuken is een van de grondleggers van het Mediterraan dieet. In feite bestaat de Spaanse keuken uit regionale keukens, zoals de Catalaanse, Galicische of Baskische keukens, die onderling sterk verschillen. De Spaanse keuken zoals men die buiten Spanje kent bestaat meestal uit paella, tortilla, tapas zoals patatas bravas en een aantal worsten zoals chorizo. In werkelijkheid gaat het om een hoeveelheid verschillende regionale keukens die hun succes halen uit de overvloed aan verse producten die men in het land vindt. Daarbuiten houdt de Spaanse bevolking zelf haar eigen keuken in stand. In vergelijking met andere Europese landen bestaat een voorkeur voor verse productie van hoge kwaliteit en worden bijvoorbeeld diepvriesproducten of voorverpakte groenten en fruit vrijwel niet verkocht. Spanje is na Japan de grootste vis- en zeevruchtenconsument ter wereld.
Typische kenmerken van de Spaanse gastronomie en eetcultuur:
- Scheutig gebruik van olijfolie, Spanje is de grootste olijfolieproducent ter wereld.
- Het gebruik van verschillende soorten uien, knoflook en peterselie als belangrijkste smaakmakers
- Tweemaal daags warm eten (rond 15:00 en rond 22:00), meestal een voorgerecht en een hoofdgerecht
- Het eten van zoetigheden of fruit als dessert
- Het drinken van wijn bij de maaltijden, Spanje is de op twee na grootste wijnproducent ter wereld.
- Het inkopen van producten bij markten en speciaalzaken, oftewel ham bij de “jamonería”, vis bij de “pescadería”, fruit bij de “frutería”, taart bij de “pastelería”, brood bij de “panadería”, wijn bij de “bodega” etc.
- Hoge consumptie van vis en zeevruchten t.o.v. andere Europese landen, meer dan Italië of Frankrijk.
- Matig gebruik van kruiden als oregano of rozemarijn
- Het eten van tapas, wat meestal vanaf 12:00 tot middernacht gedaan kan worden, maar zelden als complete maaltijd wordt genomen.
- Een zoet ontbijt, meestal bestaande uit fruit, "café con leche" en zoetigheden die per regio sterk uiteenlopen
- Het eten van brood bij warme gerechten

Binnen de hoeveelheid producten die de Spaanse keuken kenmerken, zijn een aantal internationale begrippen zoals jamón serrano, chorizo, gazpacho, paella, de Spaanse tortilla en de talloze wijnen, onder andere afkomstig uit La Rioja en Valdepeñas. Ook op het gebied van vlees en wild is de Spaanse gastronomie gevarieerd: rund, lam, varken, geit, kip, eend en konijn behoren tot de basis. Vis- en zeevruchten zijn een van de meest typerende voedingsmiddelen van de Spaanse keuken, de meest gebruikte daarvan zijn tonijn, kabeljauw, zeeduivel, inktvis en octopus, heek, sardines, vele types baars en verschillende schaal- en schelpdieren waarvan velen geen Nederlandse of Engelse naam hebben. Ook kent de Spaanse gastronomie een groot aantal verschillende kazen, noten, paddenstoelen en asperges.
Soevereine staten: Albanië · Andorra · België · Bosnië en Herzegovina · Verenigd Koninkrijk (Engeland - Schotland) · Bulgarije · Denemarken · Duitsland · Estland · Finland · Frankrijk · Griekenland · Hongarije · IJsland · Ierland · Italië · Kosovo · Kroatië · Letland · Liechtenstein · Litouwen · Luxemburg · Malta · Moldavië · Monaco · Montenegro · Nederland · Noord-Macedonië · Noorwegen · Oekraïne · Oostenrijk · Polen · Portugal · Roemenië · Rusland · San Marino · Servië · Slovenië · Slowakije · Spanje · Tsjechië · Vaticaanstad · Wit-Rusland · Zweden · Zwitserland 

Afhankelijke territoria: Åland · Faeröer · Gibraltar · Guernsey · Jersey · Man · Spitsbergen